# Katarzyna Cichopek
Katarzyna Cichopek (Warschau, 7 oktober 1982) is een Poolse actrice. Ze is vooral bekend vanwege haar rol als Kinga Zduńska in de soapserie M jak miłość. Ze presenteerde ook drie seizoenen lang de show Jak oni śpiewają, de Poolse versie van Steracteur Sterartiest.

## Dansshows
In 2005 deed ze mee aan de Poolse versie van Dancing with the Stars. Samen met haar danspartner (en latere echtgenoot) Marcin Hakiel won ze de finale. In 2006 wonnen zij en haar danspartner Hakiel ook de finale van de Finał Finałów. In 2007 deed het danskoppel mee aan het Eurovisiedansfestival en eindigden op de 4e plaats.